# Liste von Schlachtkreuzern
In der folgenden Liste von Schlachtkreuzern werden alle fertiggestellten oder geplanten Schiffe aufgelistet, die als Schlachtkreuzer klassifiziert waren. Beginnend vor dem Ersten Weltkrieg erlebte ihr Bau während des Konfliktes bereits seinen Höhepunkt. In der Zwischenkriegszeit begonnene Bauten wurden aufgrund sich ändernder Marinedoktrinen und verschiedener Flottenverträge häufig abgebrochen oder die Schiffe zu anderen Typen umgebaut. Unmittelbar vor und während des Zweiten Weltkriegs zogen Planung und Bau von Schlachtkreuzern noch einmal an, von denen viele aufgrund der deutlich zu Tage tretenden Überlegenheit von Flugzeugträgern nicht mehr fertiggestellt wurden. Die Sowjetunion war das einzige Land, welches noch nach dem Krieg neue Schlachtkreuzer plante.

## Hintergrund
In der ersten Hälfte des 20. Jahrhunderts bauten oder planten die Marinen vieler Staaten Schlachtkreuzer, Großkampfschiffe mit höherer Geschwindigkeit aber weniger Panzerung als Schlachtschiffe des Dreadnought-Typs. Die ersten Schlachtkreuzer waren die der britischen Invincible-Klasse, die ab 1908, zwei Jahre nach der als revolutionär geltenden Dreadnought, in Dienst gestellt wurden. Ihre Konstruktion erfolgte hauptsächlich auf Drängen des Ersten Seelords John Fisher. Noch im selben Jahr reagierte das Deutsche Kaiserreich, indem es seinen ersten eigenen Schlachtkreuzer, die Von der Tann auf Kiel legte. Über die folgenden zehn Jahre bauten das Vereinigte Königreich und das Kaiserreich zwölf beziehungsweise sechs weitere Schlachtkreuzer. Weitere Staaten zogen nach. Die Royal Australian Navy stellte 1913 die Australia in Dienst. Japan baute zwischen 1911 und 1915 vier Schiffe der Kongō-Klasse und Russland legte Ende 1912 vier Schiffe der Borodino-Klasse auf Kiel, die es nie fertigstellte. Zwei weitere Länder planten zumindest zeitweise den Bau eigener Schlachtkreuzer: Frankreich führte 1913 und 1914 mehrere Designstudien durch und die Vereinigten Staaten bestellten 1916 sechs Schiffe der Lexington-Klasse, die nie auf Kiel gelegt wurden.
Die britischen und deutschen Schlachtkreuzer wurden im Ersten Weltkrieg für eine Vielzahl an Einsätzen verwendet und trafen unter anderem in den Schlachten bei Helgoland, auf der Doggerbank und im Skagerrak aufeinander. Die japanischen Schlachtkreuzer hatten keine Feindberührung, da die deutsche Marinepräsenz im pazifischen Raum bei Kriegseintritt bereits durch britische Verbände ausgeschaltet worden war. Sowohl das Deutsche Kaiserreich als auch das Vereinigte Königreich planten während des Krieges, weitere Schlachtkreuzer zu bauen, das Kaiserreich beispielsweise die Admiral-Klasse und die Ersatz-Yorck-Klasse. Eine Verschiebung der Prioritäten hin zu kleineren Schiffen verhinderte allerdings die Fertigstellung der meisten geplanten Schiffe. Bei Kriegsende wurde die deutsche Hochseeflotte in Scapa Flow interniert, wo die meisten Schiffe später von der eigenen Besatzung versenkt wurden.
In der unmittelbaren Folgezeit des Ersten Weltkriegs planten das Vereinigte Königreich, Japan und die Vereinigten Staaten, neue Klassen von Schlachtkreuzern zu bauen. Um ein Wettrüsten auf See zu verhindern, unterzeichneten die drei Länder gemeinsam mit Italien und Frankreich 1922 den Washingtoner Flottenvertrag, der unter anderem ein Moratorium für den Bau neuer Großkampfschiffe enthielt. Eine Klausel des Vertrages erlaubte es Briten, Japanern und Amerikanern, mehrere ihrer Schlachtkreuzer zu Flugzeugträgern umzurüsten. Insgesamt blieben durch den Vertrag nur eine Handvoll Schlachtkreuzer in ihrer ursprünglichen Verwendung in Dienst. In den 1930er Jahren entwarfen mehrere Marinen das neue Konzept Großer Schlachtkreuzer, darunter die deutsche O-Klasse, die niederländische Entwurf 1047-Klasse und die sowjetische Kronstadt-Klasse. Der Beginn des Zweiten Weltkriegs im September 1939 führte zum Abbruch dieser Pläne.
Während des Zweiten Weltkriegs kam es erneut zum intensiven Einsatz der vorhandenen Schlachtkreuzer, bei dem viele versenkt wurden. Die Schiffe der Kongō-Klasse waren in den 1930ern zu Schnellen Schlachtschiffen umgebaut worden und gingen alle im Krieg verloren. Von den drei noch in Dienst befindlichen britischen Schlachtkreuzern überstand nur die HMS Renown den Krieg. Der einzige weitere bei Kriegsende noch einsatzfähige Schlachtkreuzer war die ehemals deutsche SMS Goeben, die bereits im Ersten Weltkrieg an das Osmanische Reich abgegeben worden war und dort sowie in der späteren türkischen Marine als Yavuz Sultan Selim diente. Aufgrund der Neutralität der Türkei war sie im Zweiten Weltkrieg in keinerlei Kampfhandlungen verwickelt.
Im Krieg kam es zur Planung verschiedener neuer Schlachtkreuzerklassen, darunter die amerikanische Alaska-Klasse, die als Großer Kreuzer klassifiziert war sowie der japanische B-65 Entwurf. Bis Kriegsende wurden zwei Schiffe der Alaska-Klasse fertiggestellt, bei der folgenden Demobilisierung allerdings genau wie die HMS Renown außer Dienst gestellt und verschrottet. Die Yavuz Sultan Selim blieb als weltweit letzter Schlachtkreuzer bis in die frühen 1970er Jahre in Dienst, bevor auch sie zur Verschrottung verkauft wurde. In der Nachkriegszeit plante lediglich die Sowjetunion den Bau neuer Schlachtkreuzer. Auf Betreiben Josef Stalins wurden Anfang der 1950er Jahre drei Schiffe der Stalingrad-Klasse auf Kiel gelegt, nach seinem Tod 1953 aber wieder abgebrochen.

## Aufschlüsselung

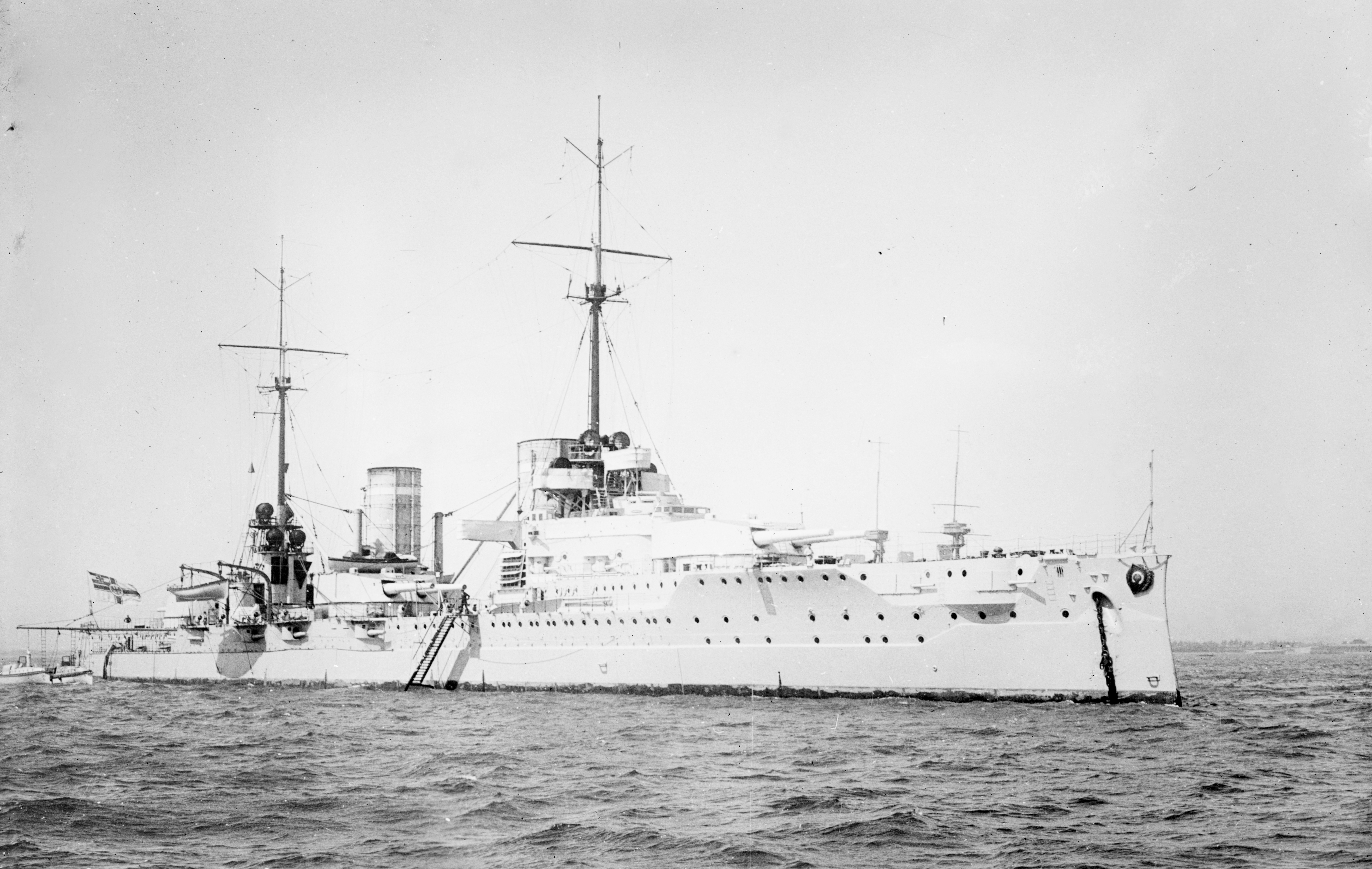
Die Von der Tann, erster Schlachtkreuzer des Deutschen Kaiserreichs.

Die Liste von Schlachtkreuzern enthält alle Schlachtkreuzer nach Staaten in chronologischer Reihenfolge ihrer Indienststellung. Klassen nicht in Dienst gestellter Schiffe sind nach dem Datum des Planungsabbruchs oder den letzten Arbeiten am Projekt geordnet.
| Hauptbewaffnung  | Anzahl und Kaliber der Hauptgeschütze                             |
| Panzerung        | Maximale Dicke der Rumpfpanzerung                                 |
| Verdrängung      | Standardverdrängung bei voller Gefechtsausrüstung                 |
| Antrieb          | Zahl der Antriebswellen, Antriebsart und maximale Geschwindigkeit |
| Kiellegung       | Zeit des Baubeginns                                               |
| Stapellauf       | Zeitpunkt des zu Wasser lassens                                   |
| Indienststellung | Datum der Indienststellung                                        |

## Vereinigtes Königreich
| Schiffsname        | Hauptbewaffnung | Panzerung | Verdrängung | Antrieb                             | Kiellegung                   | Indienststellung         | Verbleib |
| ------------------ | --------------- | --------- | ----------- | ----------------------------------- | ---------------------------- | ------------------------ | --- |
| HMS Invincible     | 8× 305 mm       | 152 mm    | 20.420 ts   | 4 Schrauben, Dampfturbinen, 25 kn   | 2. Apr. 1906                 | 20. März 1909            | Explodiert und gesunken am 31. Mai 1916 in der Skagerrakschlacht.                                                 |
| HMS Inflexible     | 8× 305 mm       | 152 mm    | 20.420 ts   | 4 Schrauben, Dampfturbinen, 25 kn   | 5. Feb. 1906                 | 20. Okt. 1908            | Am 1. Dezember 1921 zum Abwracken verkauft.                                                                       |
| HMS Indomitable    | 8× 305 mm       | 152 mm    | 20.420 ts   | 4 Schrauben, Dampfturbinen, 25 kn   | 1. März 1906                 | 20. Juni 1908            | Am 1. Dezember 1921 zum Abwracken verkauft.                                                                       |
| HMS Indefatigable  | 8× 305 mm       | 152 mm    | 22.430 ts   | 4 Schrauben, Dampfturbinen, 25 kn   | 23. Feb. 1909                | 24. Feb. 1911            | Explodiert und gesunken am 31. Mai 1916 in der Skagerrakschlacht.                                                 |
| HMS New Zealand    | 8× 305 mm       | 152 mm    | 22.430 ts   | 4 Schrauben, Dampfturbinen, 25 kn   | 20. Juni 1910                | 19. Nov. 1912            | Am 19. Dezember 1922 zum Abwracken verkauft.                                                                      |
| HMS Lion           | 8× 343 mm       | 229 mm    | 30.820 ts   | 4 Schrauben, Dampfturbinen, 28 kn   | 29. Nov. 1909                | 4. Juni 1912             | Am 31. Januar 1924 zum Abwracken verkauft.                                                                        |
| HMS Princess Royal | 8× 343 mm       | 229 mm    | 30.820 ts   | 4 Schrauben, Dampfturbinen, 28 kn   | 2. Mai 1910                  | 14. Nov. 1912            | Am 13. August 1923 zum Abwracken verkauft.                                                                        |
| HMS Queen Mary     | 8× 343 mm       | 229 mm    | 31.844 ts   | 4 Schrauben, Dampfturbinen, 28 kn   | 6. März 1911                 | 4. Sep. 1913             | Explodiert und gesunken am 31. Mai 1916 in der Skagerrakschlacht.                                                 |
| HMS Tiger          | 8× 343 mm       | 229 mm    | 33.260 ts   | 4 Schrauben, Dampfturbinen, 28 kn   | 6. Juni 1912                 | 3. Okt. 1914             | Im Februar 1932 zum Abwracken verkauft.                                                                           |
| HMS Renown         | 6× 381 mm       | 152 mm    | 32.220 ts   | 4 Schrauben, Dampfturbinen, 31,5 kn | 25. Jan. 1915                | 20. Sep. 1916            | Im August 1948 zum Abwracken verkauft.                                                                            |
| HMS Repulse        | 6× 381 mm       | 152 mm    | 32.220 ts   | 4 Schrauben, Dampfturbinen, 31,5 kn | 25. Jan. 1915                | 14. Nov. 1916            | Am 10. Dezember 1941 durch japanische Flugzeuge versenkt.                                                         |
| Courageous         | 4× 381 mm       | 51 mm     | 22.560 ts   | 4 Schrauben, Dampfturbinen, 32 kn   | 28. März 1915                | 28. Okt. 1916            | Umbau zum Flugzeugträger – Am 17. September 1939 durch das deutsche U-Boot U 29 versenkt.                         |
| Glorious           | 4× 381 mm       | 51 mm     | 22.560 ts   | 4 Schrauben, Dampfturbinen, 32 kn   | 1. Mai 1915                  | 14. Okt. 1916            | Umbau zum Flugzeugträger -Am 8. Juni 1940 durch die deutschen Schlachtschiffe Scharnhorst und Gneisenau versenkt. |
| Furious            | 2× 457 mm       | 51 mm     | 22.890 ts   | 4 Schrauben, Dampfturbinen, 32 kn   | 8. Juni 1915                 | 26. Juni 1917            | Umbau zum Flugzeugträger – Am 15. März 1948 zum Abwracken verkauft.                                               |
| HMS Hood           | 8× 381 mm       | 305 mm    | 46.680 ts   | 4 Schrauben, Dampfturbinen, 31 kn   | 1. Sep. 1916                 | 15. Mai 1920             | Am 24. Mai 1941 durch das deutsche Schlachtschiff Bismarck versenkt.                                              |
| HMS Anson          | 8× 381 mm       | 305 mm    | 46.680 ts   | 4 Schrauben, Dampfturbinen, 31 kn   | 9. Nov. 1916                 | Im März 1917 ausgesetzt. | Am 27. Februar 1919 gestrichen.                                                                                   |
| HMS Howe           | 8× 381 mm       | 305 mm    | 46.680 ts   | 4 Schrauben, Dampfturbinen, 31 kn   | 16. Okt. 1916                | Im März 1917 ausgesetzt. | Am 27. Februar 1919 gestrichen.                                                                                   |
| HMS Rodney         | 8× 381 mm       | 305 mm    | 46.680 ts   | 4 Schrauben, Dampfturbinen, 31 kn   | 9. Okt. 1916                 | Im März 1917 ausgesetzt. | Am 27. Februar 1919 gestrichen.                                                                                   |
| G3                 | 9× 406 mm       | 356 mm    | 53.909 ts   | 4 Schrauben, Dampfturbinen, 31 kn   | Am 26. Oktober 1921 bestellt | —                        | Im Februar 1922 gestrichen.                                                                                       |

## Deutsches Reich
| Schiffsname           | Hauptbewaffnung | Panzerung | Verdrängung | Antrieb                                         | Kiellegung    | Indienststellung | Verbleib                                                                                         |
| --------------------- | --------------- | --------- | ----------- | ----------------------------------------------- | ------------- | ---------------- | ------------------------------------------------------------------------------------------------ |
| Von der Tann          | 8× 280 mm       | 250 mm    | 21.000 ts   | 4 Schrauben, Dampfturbinen, 27,75 kn            | 21. März 1908 | 1. Sep. 1910     | Am 21. Juni 1919 in Scapa Flow selbstversenkt, in den 1930ern gehoben und in Rosyth abgebrochen. |
| Moltke                | 10× 280 mm      | 280 mm    | 25.000 ts   | 4 Schrauben, Dampfturbinen, 28,4 kn             | 7. Dez. 1908  | 30. Aug. 1911    | Am 21. Juni 1919 in Scapa Flow selbstversenkt, 1927 gehoben und in Rosyth abgebrochen.           |
| Goeben                | 10× 280 mm      | 280 mm    | 25.000 ts   | 4 Schrauben, Dampfturbinen, 28 kn               | 28. Aug. 1909 | 2. Juli 1912     | Am 16. August 1914 an das Osmanische Reich übertragen, 1973 abgebrochen.                         |
| Seydlitz              | 10× 280 mm      | 305 mm    | 28,100 ts   | 4 Schrauben, Dampfturbinen, 28,1 kn             | 4. Feb. 1911  | 22. Mai 1913     | Am 21. Juni 1919 in Scapa Flow selbstversenkt, 1928 gehoben und in Rosyth abgebrochen.           |
| Derfflinger           | 8× 305 mm       | 305 mm    | 30,700 ts   | 4 Schrauben, Dampfturbinen, 25,5 kn             | 30. März 1912 | 1. Sep. 1914     | Am 21. Juni 1919 in Scapa Flow selbstversenkt, 1939 gehoben, nach 1946 abgebrochen.              |
| Lützow                | 8× 305 mm       | 305 mm    | 30,700 ts   | 4 Schrauben, Dampfturbinen, 26,4 kn             | Mai 1912      | 8. Aug. 1915     | Am 1. Juni 1916 nach schweren Gefechtsschäden in der Skagerrakschlacht selbstversenkt.           |
| Hindenburg            | 8× 305 mm       | 305 mm    | 31.000 ts   | 4 Schrauben, Dampfturbinen, 26,6 kn             | 1. Okt. 1913  | 10. Mai 1917     | Am 21. Juni 1919 in Scapa Flow selbstversenkt, 1930 gehoben und bis 1932 abgebrochen.            |
| Mackensen             | 8× 350 mm       | 305 mm    | 34.700 ts   | 4 Schrauben, Dampfturbinen, 28 kn               | 30. Jan. 1915 | —                | Am 17. November 1919 gestrichen, 1922 abgebrochen.                                               |
| Graf Spee             | 8× 350 mm       | 305 mm    | 34.700 ts   | 4 Schrauben, Dampfturbinen, 28 kn               | 30. Nov. 1915 | —                | Am 17. November 1919 gestrichen, 1921 und 1922 abgebrochen.                                      |
| Ersatz Freya          | 8× 350 mm       | 305 mm    | 34.700 ts   | 4 Schrauben, Dampfturbinen, 28 kn               | 1. Mai 1915   | —                | 1921 abgebrochen.                                                                                |
| Ersatz Friedrich Carl | 8× 350 mm       | 305 mm    | 34.700 ts   | 4 Schrauben, Dampfturbinen, 28 kn               | 3. Nov. 1915  | —                | Am 17. November 1919 gestrichen, 1922 abgebrochen.                                               |
| Ersatz Yorck          | 8× 380 mm       | 305 mm    | 37.400 ts   | 4 Schrauben, Dampfturbinen, 27,3 kn             | 1916          | —                | 26 Monate vor der Fertigstellung abgebrochen.                                                    |
| Ersatz Gneisenau      | 8× 380 mm       | 305 mm    | 37.400 ts   | 4 Schrauben, Dampfturbinen, 27,3 kn             | —             | —                | 26 Monate vor der Fertigstellung abgebrochen.                                                    |
| Ersatz Scharnhorst    | 8× 380 mm       | 305 mm    | 37.400 ts   | 4 Schrauben, Dampfturbinen, 27,3 kn             | —             | —                | 26 Monate vor der Fertigstellung abgebrochen.                                                    |
| O                     | 6× 381 mm       | —         | 35.400 ts   | 3 Schrauben, 8 × 24 Zylinder Dieselmotor, 35 kn | —             | —                | Nach Beginn des Zweiten Weltkriegs gestrichen.                                                   |
| P                     | 6× 381 mm       | —         | 35.400 ts   | 3 Schrauben, 8 × 24 Zylinder Dieselmotor, 35 kn | —             | —                | Nach Beginn des Zweiten Weltkriegs gestrichen.                                                   |
| Q                     | 6× 381 mm       | —         | 35.400 ts   | 3 Schrauben, 8 × 24 Zylinder Dieselmotor, 35 kn | —             | —                | Nach Beginn des Zweiten Weltkriegs gestrichen.                                                   |

## Japan
| Schiffsname | Hauptbewaffnung | Panzerung | Verdrängung | Antrieb                                              | Kiellegung    | Indienststellung | Verbleib |
| ----------- | --------------- | --------- | ----------- | ---------------------------------------------------- | ------------- | ---------------- | --- |
| Kongō       | 8× 356 mm       | 200 mm    | 27.500 ts   | 4 Schrauben, Dampfturbinen, 27,5 kn (später 30,5 kn) | 17. Jan. 1911 | 16. Aug. 1913    | Am 21. November 1944 in der Formosastraße torpediert.                                                                          |
| Hiei        | 8× 356 mm       | 200 mm    | 27.500 ts   | 4 Schrauben, Dampfturbinen, 27,5 kn (später 30,5 kn) | 4. Nov. 1911  | 4. Aug. 1914     | Am 13. November 1942 nach Gefechtsschäden durch die Seeschlacht von Guadalcanal aufgegeben.                                    |
| Kirishima   | 8× 356 mm       | 200 mm    | 27.500 ts   | 4 Schrauben, Dampfturbinen, 27,5 kn (später 30,5 kn) | 17. März 1912 | 19. Apr. 1915    | Am 15. November 1942 nach der Seeschlacht vor Guadalcanal gesunken.                                                            |
| Haruna      | 8× 356 mm       | 200 mm    | 27.500 ts   | 4 Schrauben, Dampfturbinen, 27,5 kn (später 30,5 kn) | 16. März 1912 | 19. Apr. 1915    | Am 28. Juli 1945 nach Luftangriffen im Hafen von Kure gesunken.                                                                |
| Amagi       | 8× 406 mm       | 250 mm    | 46.000 ts   | 4 Schrauben, Dampfturbinen, 30 kn                    | 16. Dez. 1920 | —                | Im Bau zum Flugzeugträger umklassifiziert und nach Schäden durch ein Erdbeben am 1. September 1923 gestrichen und abgebrochen. |
| Akagi       | 8× 406 mm       | 250 mm    | 46.000 ts   | 4 Schrauben, Dampfturbinen, 30 kn                    | 6. Dez. 1920  | Dez. 1923        | Als Flugzeugträger fertiggestellt.                                                                                             |
| Atago       | 8× 406 mm       | 250 mm    | 46.000 ts   | 4 Schrauben, Dampfturbinen, 30 kn                    | 22. Nov. 1921 | —                | Gestrichen und abgebrochen. |
| Takao       | 8× 406 mm       | 250 mm    | 46.000 ts   | 4 Schrauben, Dampfturbinen, 30 kn                    | 19. Dez. 1921 | —                | Gestrichen und abgebrochen. |
| Schiff 795  | 9× 310 mm       | 190 mm    | 34.000 ts   | 4 Schrauben, Getriebeturbinen, 8 Kessel, 34 kn       | —             | 1945 (geplant)   | Aufgrund des Pazifikkrieges nicht bestellt.                                                                                    |
| Schiff 796  | 9× 310 mm       | 190 mm    | 34.000 ts   | 4 Schrauben, Getriebeturbinen, 8 Kessel, 34 kn       | —             | 1946 (geplant)   | Aufgrund des Pazifikkrieges nicht bestellt.                                                                                    |

## Russland / Sowjetunion
| Schiffsname | Hauptbewaffnung | Panzerung | Verdrängung | Antrieb                             | Kiellegung    | Indienststellung | Verbleib                                               |
| ----------- | --------------- | --------- | ----------- | ----------------------------------- | ------------- | ---------------- | ------------------------------------------------------ |
| Ismail      | 8× 356 mm       | 237,5 mm  | 36.646 ts   | 4 Schrauben, Dampfturbinen, 26,5 kn | 19. Dez. 1912 | 22. Juni 1915    | Im Jahr 1931 abgebrochen.                              |
| Borodino    | 8× 356 mm       | 237,5 mm  | 36.646 ts   | 4 Schrauben, Dampfturbinen, 26,5 kn | 19. Dez. 1912 | 31. Juli 1915    | Am 21. August 1923 zum Abwracken verkauft.             |
| Kinburn     | 8× 356 mm       | 237,5 mm  | 36.646 ts   | 4 Schrauben, Dampfturbinen, 26,5 kn | 19. Dez. 1912 | 30. Okt. 1915    | Am 21. August 1923 zum Abwracken verkauft.             |
| Nawarin     | 8× 356 mm       | 237,5 mm  | 36.646 ts   | 4 Schrauben, Dampfturbinen, 26,5 kn | 19. Dez. 1912 | 9. Nov. 1916     | Am 21. August 1923 zum Abwracken verkauft.             |
| Kronstadt   | 6× 380 mm       | 230 mm    | 42.831 ts   | 3 Schrauben, Dampfturbinen, 32 kn   | 30. Nov. 1939 | —                | Abbruch am 24. März 1947 befohlen.                     |
| Sewastopol  | 6× 380 mm       | 230 mm    | 42.831 ts   | 3 Schrauben, Dampfturbinen, 32 kn   | 5. Nov. 1939  | —                | Abbruch am 24. März 1947 befohlen.                     |
| Stalingrad  | 9× 305 mm       | 180 mm    | 42.300 ts   | 4 Schrauben, Dampfturbinen, 35,5 kn | Nov. 1951     | 16. März 1954    | Hülle als Zielschiff verwendet und später abgebrochen. |
| Moskau      | 9× 305 mm       | 180 mm    | 42.300 ts   | 4 Schrauben, Dampfturbinen, 35,5 kn | Sep. 1952     | —                | Im Jahr 1953 abgebrochen.                              |
| Kronstadt?  | 9× 305 mm       | 180 mm    | 42.300 ts   | 4 Schrauben, Dampfturbinen, 35,5 kn | Oktober 1952  | —                | Im Jahr 1953 abgebrochen.                              |

## Vereinigte Staaten
| Schiffsname       | Hauptbewaffnung | Panzerung | Verdrängung          | Antrieb                                       | Kiellegung    | Stapellauf    | Indienststellung | Verbleib                                                                            |
| ----------------- | --------------- | --------- | -------------------- | --------------------------------------------- | ------------- | ------------- | ---------------- | ----------------------------------------------------------------------------------- |
| Lexington         | 8× 406 mm       | 178 mm    | 44.638 ts            | 4 Schrauben, Turboelektrischer Antrieb, 33 kn | 8. Jan. 1921  | 3. Okt. 1925  | 14. Dez. 1927    | Umbau zum Flugzeugträger – Am 8. Mai 1942 in der Schlacht im Korallenmeer gesunken. |
| USS Constellation | 8× 406 mm       | 178 mm    | 44.638 ts            | 4 Schrauben, Turboelektrischer Antrieb, 33 kn | 8. Aug. 1920  | —             | —                | Am 17. August 1923 gestrichen und zum Abwracken verkauft.                           |
| Saratoga          | 8× 406 mm       | 178 mm    | 44.638 ts            | 4 Schrauben, Turboelektrischer Antrieb, 33 kn | 25. Sep. 1920 | 7. Apr. 1925  | 16. Nov. 1927    | Umbau zum Flugzeugträger – Am 25. Juli 1946 als Zielschiff versenkt.                |
| Ranger            | 8× 406 mm       | 178 mm    | 44.638 ts            | 4 Schrauben, Turboelektrischer Antrieb, 33 kn | 23. Juni 1921 | —             | —                | Am 17. August 1923 gestrichen und am 8. November 1923 zum Abwracken verkauft.       |
| Constitution      | 8× 406 mm       | 178 mm    | 44.638 ts            | 4 Schrauben, Turboelektrischer Antrieb, 33 kn | 25. Sep. 1920 | —             | —                | Am 17. August 1923 gestrichen und zum Abwracken verkauft.                           |
| United States     | 8× 406 mm       | 178 mm    | 44.638 ts            | 4 Schrauben, Turboelektrischer Antrieb, 33 kn | 25. Sep. 1920 | —             | —                | Am 17. August 1923 gestrichen und am 25. Oktober 1923 zum Abwracken verkauft.       |
| Alaska            | 9× 305 mm       | 229 mm    | 34.253 ts (34,803 t) | 4 Schrauben, Dampfturbinen, 33 kn             | 17. Dez. 1941 | 15. Aug. 1943 | 17. Juni 1944    | Am 30. Juni 1961 zum Abwracken verkauft.                                            |
| Guam              | 9× 305 mm       | 229 mm    | 34.253 ts (34,803 t) | 4 Schrauben, Dampfturbinen, 33 kn             | 2. Feb. 1942  | 12. Nov. 1943 | 17. Sep. 1944    | Am 24. Mai 1961 zum Abwracken verkauft.                                             |
| USS Hawaii        | 9× 305 mm       | 229 mm    | 34.253 ts (34,803 t) | 4 Schrauben, Dampfturbinen, 33 kn             | 20. Dez. 1943 | 3. Nov. 1945  | Nicht erfolgt    | Am 15. April 1959 zum Abwracken verkauft.                                           |
| USS Philippines   | 9× 305 mm       | 229 mm    | 34.253 ts (34,803 t) | 4 Schrauben, Dampfturbinen, 33 kn             | —             | —             | —                | Am 24. Juni 1943 gestrichen.                                                        |
| USS Puerto Rico   | 9× 305 mm       | 229 mm    | 34.253 ts (34,803 t) | 4 Schrauben, Dampfturbinen, 33 kn             | —             | —             | —                | Am 24. Juni 1943 gestrichen.                                                        |
| USS Samoa         | 9× 305 mm       | 229 mm    | 34.253 ts (34,803 t) | 4 Schrauben, Dampfturbinen, 33 kn             | —             | —             | —                | Am 24. Juni 1943 gestrichen.                                                        |

## Australien
| Schiffsname    | Hauptbewaffnung | Panzerung | Verdrängung | Antrieb                           | Kiellegung    | Indienststellung | Verbleib                    |
| -------------- | --------------- | --------- | ----------- | --------------------------------- | ------------- | ---------------- | --------------------------- |
| HMAS Australia | 8× 305 mm       | 229 mm    | 18.500 ts   | 4 Schrauben, Dampfturbinen, 25 kn | 23. Juni 1910 | Juni 1913        | Am 12. April 1924 versenkt. |

## Frankreich
| Schiffsname              | Hauptbewaffnung | Panzerung | Verdrängung | Antrieb                           | Kiellegung | Indienststellung | Verbleib                  |
| ------------------------ | --------------- | --------- | ----------- | --------------------------------- | ---------- | ---------------- | ------------------------- |
| Entwurf von Gille        | 12× 340 mm      | 280 mm    | 28.247 ts   | 4 Schrauben, Dampfturbinen, 28 kn | —          | —                | Lediglich Entwurfstudien. |
| Entwurf A von Duran-Viel | 8× 340 mm       | 280 mm    | 27.500 ts   | 4 Schrauben, Dampfturbinen, 28 kn | —          | —                | Lediglich Entwurfstudien. |
| Entwurf B von Duran-Viel | 12× 370 mm      | 280 mm    | 27.500 ts   | 4 Schrauben, Dampfturbinen, 28 kn | —          | —                | Lediglich Entwurfstudien. |

## Niederlande
| Schiffsname  | Hauptbewaffnung | Panzerung | Verdrängung | Antrieb                           | Kiellegung | Indienststellung | Verbleib                                                       |
| ------------ | --------------- | --------- | ----------- | --------------------------------- | ---------- | ---------------- | -------------------------------------------------------------- |
| Entwurf 1047 | 9× 280 mm       | 229 mm    | 27.988 ts   | 4 Schrauben, Dampfturbinen, 34 kn | —          | —                | Planungen im Mai 1940 nach der deutschen Invasion abgebrochen. |